# Petar Oreb Mijat
Petar Oreb Mijat (Vela Luka, 9. travnja 1912. – Beograd, 12. svibnja 1934.) bio je hrvatski radnik, član UHRO-a koji je osuđen zbog pokušaja atentata na Aleksandra Karađorđevića.

## Životopis
Rodio se 9. travnja 1912. u Veloj Luci kao nezakoniti sin Joze Oreba Mijata. Završio je prvi razred osnovne škole u Veloj Luci, nakon čega je prekinuo školovanje. Godine 1933. odlazi na Lastovo. Godine 1933. u Trstu pristupa ustaškom pokretu. Zatim odlazi u talijansko mjesto Borgo Val di Taro gdje se već nalazilo 50-ak članova porketa. Zatim s ostalim članovima odlazi u selo Vischeto u Bardiju.

### Atentat
U Piacenzi ga Pavelić određuje za izvršenje atentata na Aleksandra Karađorđevića. Oreb je trebao ići za Zagreb s Ivanom Herenčićem te izvršiti atentat na Aleksandra, koji je tamo dolazio na proslavu svojega rođendana. Dana 9. prosinca odlaze za Parmu, a zatim prema Austriji. Tada je dobio mađarsku putovnicu s imenom učitelja Emila Benedikta te oružje. Dana 11. prosinca stižu u Zagreb, gdje im kontakt osoba postaje student Josip Begović. Dana 16. prosinca odlaze na Jelačićev trg; Begović je nosio skijaško odijelo i skije u zraku koje su Petru služile kao orijentir. Prilikom prolaska Karađorđevića, Oreb odustaje od namjere uvidjevši da bi uz Karađorđevića nastradalo i više nedužnih osoba.
Dogovorili su se kako će sljedeći dan ponovno pokušati izvesti atentat pred katedralom, gdje je kralj trebao biti na svečanoj katoličkoj misnoj zahvali Te Deum. Kako je policija već saznala za njihove planove, 17. prosinca dolaze u provjeru njihovog stana. Petar prigodom provjere ubija podnadzornika Čurčića te ozljeđuje povjerenika Lečića. Lečić je ipak uspio uhvatiti dvojicu bjegunaca, ali ne i Oreba. Istovremeno redarstvo je u Zagrebu uhitilo preko 300 ljudi, većinom hrvatskih studenata.
Izašavši iz grada, Oreb odlazi do romskog naselja u Garešinskim Novakima. Prisutnim Romima se predstavio kao komunist koji bježi od policije. Tada je zamjenio svoje odijelo za jedno njihovo te im ostavio čitavo naoružanje. Nakon toga odlazi prema mađarskoj granici, ali ga patrola iz Velike Gorice prepoznaje prema opisu te ga uhićuju. Istog dana ga ispituju u zgradi Uprave policije. Oreb je tada priznao ubojstvo te pokušaj atentata na Karađorđevića. Karađorđević je zahtijevao da prisustvuje saslušanju, skriven iza zastora.
Oreb je zadržan na policiji u Zagrebu do 29. siječnja 1934. godine. Nakon istražnog postupka prebačen je u Beograd, gdje je dočekao suđenje. Dana 19. ožujka, započela je pred Sudom za zaštitu države u Beogradu javna rasprava protiv Oreba, Begovića i Podgorelca. Američki povjesničar J. J. Sadkovich procijenio je da je suđenje bilo primjer političkog show-suđenja, u kojemu „optuženi svojevoljno priznaju svoju krivnju i traže oprost od svoje države uz veliku medijsku pompu”.
Državni sud za zaštitu države donio je presudu 28. ožujka 1934. godine. Odlučena je smrtna kazna vješanjem. Izvršenje je određeno za 12. svibnja 1934. godine. Oko 4:00 sati obješen je u dvorištu stare Uprave grada Beograda. Pokopan je u posebnoj parceli na beogradskom Novom groblju.

### Knjige
- Horvat, Rudolf. 1942. Hrvatska na mučilištu. Hrvatski Rodoljub. Zagreb.

### Članci
- Barčot, Tonko. 2006. Nesuđeni atentator na kralja Aleksandra: Petar Oreb Mijat i njegov put do vješala. Časopis za suvremenu povijest. Hrvatski institut za povijest. Zagreb. 38 (3): 863–896